# Genèvekonventionerna

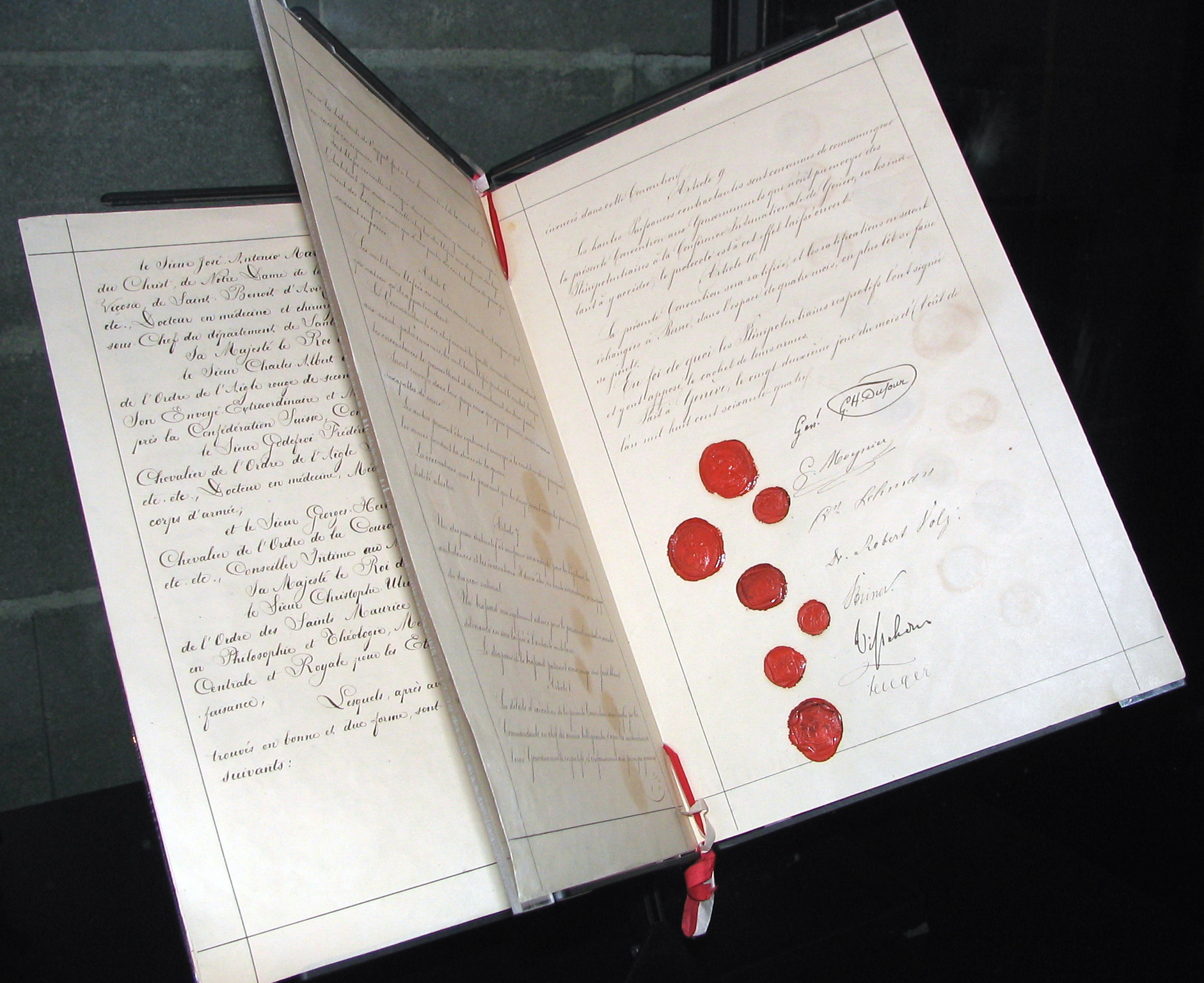
De ursprungliga Genèvekonventionerna.

Genèvekonventionerna, internationella överenskommelser som reglerar väpnade konflikter, såväl internationella som interna/inbördeskrig.

## Sammanfattning
- Första Genèvekonventionen (1864) hanterar sårade och sjuka i landkrig.
- Andra Genèvekonventionen (1906) hanterar sårade, sjuka och skeppsbrutna i sjökrig.
- Tredje Genèvekonventionen (1929) hanterar krigsfångar.
- Fjärde Genèvekonventionen (1949) hanterar civilbefolkningen.

## Bakgrund
| GK I–IV och P I–III   | GK I–IV och P I–II  |
| GK I–IV och P I & III | GK I–IV och P I     |
| GK I–IV och P III     | GK I–IV och inget P |

Anslutna till Genèvekonventionerna (GK) och tilläggsprotokollen (P)

De tre första konventionerna omarbetades, en fjärde lades till och alla tillsammans ratificerades 1949. De benämns vanligen "Genèvekonventionerna" eller "Genèvekonventionen". Omkring 200 länder har skrivit under överenskommelserna.
En grundprincip i konventionerna är att den som inte är kombattant ska skyddas. En soldat satt ur stridbart skick på grund av skada, sjukdom eller fångenskap är inte längre kombattant och får inte angripas. Sjukvårdspersonal, präster och liknande som tar hand om skadade får inte heller angripas. Röda Korset har en särställning i Genèvekonventionerna och får aldrig angripas.
År 1977 antogs två tilläggsprotokoll. Det första tilläggsprotokollet ger ett förstärkt skydd för civilbefolkningen vid en internationell väpnad konflikt. Det andra tilläggsprotokollet reglerar skydd vid interna väpnade konflikter och är ofta de enda regler som kan tillämpas vid inbördeskrig. År 2005 antogs ett tredje tilläggsprotokoll om röda kristallen som ett nytt skyddsemblem för sjukvårdspersonal och sjukvårdsinrättningar.

## Gemensamma artiklar
Artikel 2 och 3 är identiska i samtliga fyra konventioner, och etablerar grundläggande principer om konventionernas tillämplighet i internationella respektive interna väpnade konflikter. Bland annat säger artikel 2 att konventionen gäller i krig eller väpnad konflikt även om en av parterna anser att det inte råder krig, och den gäller också under ockupation även om den inte möter väpnat motstånd. Artikel 3 som gäller interna väpnade konflikter har övergripande regler om skydd av personer som inte direkt deltar i stridigheterna samt sårade, sjuka och skeppsbrutna.

## Första Genèvekonventionen
Första Genèvekonventionen innehåller regler om behandling av sårade och sjuka soldater samt sjukvårdsinrättningar vid strider i fält. Reglerna skapades ursprungligen år 1864 på initiativ av Röda Korsets grundare Henry Dunant. Den ger skydd åt sårade, sjuka, sjukvårdspersonal och andra som inte deltar i strider.

## Andra Genèvekonventionen
Andra Genèvekonventionen reglerar behandling av sårade, sjuka och skeppsbrutna vid strider till sjöss på liknande sätt som den första Genèvekonventionen. Konventionen skapades 1949 och ersatte då de tidigare reglerna om sjökrig som fanns i första Genèvekonventionen från 1906 tillsammans med den tionde Haagkonventionen från 1907.

## Tredje Genèvekonventionen
Tredje Genèvekonventionen omfattar regler för krigsfångar, bland annat:
1. De skall alltid behandlas humant, de får inte misshandlas kroppsligen eller psykiskt.
2. De är enbart skyldiga att uppge namn, grad, födelsedatum och registreringsnummer.
3. Krigsfångeläger skall vara utmärkt med "POW", "Prisoner of War" eller "PG" (Prisonniers de Guerre)
4. Anhöriga skall underrättas inom en vecka från att soldaten tagits tillfånga.
5. De har rätt till brevkontakt och får ta emot paket. Brev och paket kan förmedlas av Röda Korset som en neutral part.
6. Röda Korset har rätt att besöka alla krigsfångar för att se till att tredje Genèvekonventionen följs.
7. De skall erbjudas att resa hem efter konfliktens upphörande.

## Fjärde Genèvekonventionen
Fjärde Genèvekonventionen handlar om civilbefolkningens skydd vid väpnade konflikter.
Civilbefolkning och civil egendom ska alltid respekteras och skyddas och de stridande får endast rikta sina operationer mot militära mål. Våldshandlingar och vedergällningar mot civila är förbjudet och civila ska få mat och sjukvård.
Civila skyddas så länge de inte direkt deltar i konflikten.
Enligt fjärde Genèvekonventionen ska hjälpsändningar med mediciner och medicinsk utrustning, samt föremål som erfordras för att kunna genomföra religiösa ceremonier ha fri genomfart för att komma civilbefolkningen tillgodo. Fri genomfart ska även garanteras för matvaror, kläder och vatten till barn under femton år och gravida kvinnor.
Reglerna i den fjärde Genèvekonventionen är inte bara tillämpbara på människor utan omfattar även civil egendom samt kulturella och religiösa byggnader.

## Tilläggsprotokoll I
Reglerna i första tilläggsprotokollet gäller i internationella väpnade konflikter och försöker täcka en del av luckorna i Genèvekonventionerna från 1949. Det innehåller bland annat distinktionsprincipen och särskilda regler för skydd av kvinnor, barn, miljön och flyktingar. Vissa regler har också förtydligats.

## Tilläggsprotokoll II
Det andra tilläggsprotokollet utvecklar de regler för interna väpnade konflikter som finns i Genèvekonventionernas gemensamma artikel 3.

## Tilläggsprotokoll III
Det tredje tilläggsprotokollet etablerar den röda kristallen som ett tredje skyddsemblem för sårade, sjuka och för sjukvårdspersonal i krig utöver Röda Korset/Röda Halvmånen.